# Beriev Be-200
Dimensions
Le Beriev Be-200 « Altaïr » (russe : Бе-200 «Алтаир») est un avion amphibie bombardier d'eau réalisé par la société russe Beriev Aircraft Company.

## Historique
Il s'agit d'une évolution modernisée et de taille réduite du Beriev Be-42. L'appareil peut évoluer depuis une base terrestre ou depuis un plan d'eau. 
Ses missions sont la surveillance des zones maritimes, la lutte contre les incendies de forêts, la protection de l'environnement et le transport de passagers ou de fret. Pour l'exportation, il peut être équipé de moteurs Rolls-Royce ou Allison à la place des moteurs Progress habituels. Cependant, les réacteurs Progress, s'ils consomment un peu plus, ont été spécialement marinisés afin de résister aux agressions de l'eau de mer, inévitables sur un hydravion ;  ce qui n'est pas le cas de ses concurrents montés exclusivement sur avions terrestres.
Le premier vol du prototype a eu lieu le 24 septembre 1998. Il a été commandé en 1997 à 7 exemplaires par le ministère russe des Situations d’urgence (EMERCOM) et a participé efficacement à la lutte contre les gigantesques incendies de forêt de l'été 2010 en Russie, mais aussi en Grèce, en Israël et au Portugal. 
Il a reçu son certificat de type de l'agence européenne de la sécurité aérienne le 9 septembre 2010.
L'appareil a été l'objet d'une campagne d'essais en France durant l'été 2011.

## Description

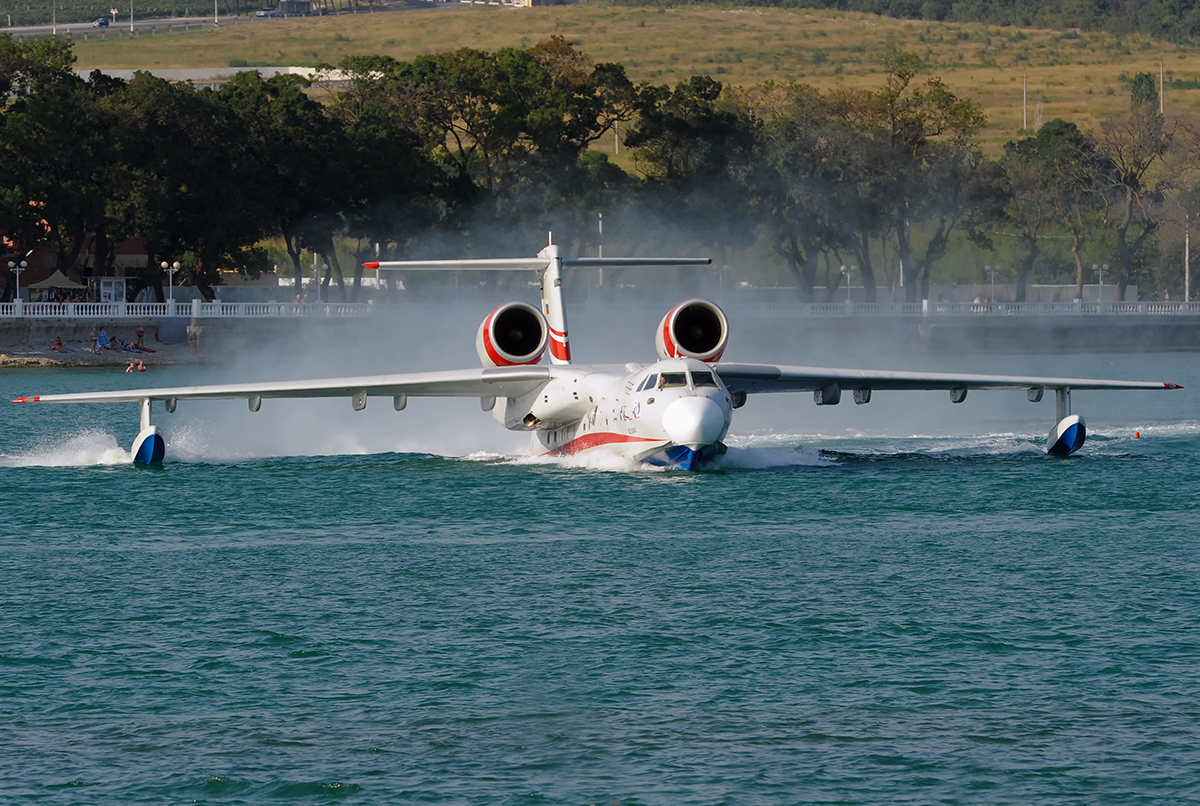
Un Beriev Be-200 lors de l'écopage.

La coque est divisée en une partie supérieure pressurisée de dimensions 18,70 m (longueur), 2,50 m (largeur) et 1,90 m (hauteur) et une partie inférieure sans ventilation sous pression, qui abrite le matériel de lutte contre l'incendie. Des alliages d'aluminium à résistance accrue à la corrosion et des matériaux composites sont utilisés comme matériaux .
Le Beriev Be 200 est équipé de deux moteurs ZMKB Progress D-436TP situés sur le dessus du fuselage. Le train d'atterrissage est tricycle et il se rétracte vers l’arrière. La direction sur l’eau est assurée par un gouvernail. Les plans arrière sont en forme de T et son fuselage présente une forme aérodynamique à coque.
L'engin dispose d'un triple système de commandes de vol électriques et d'une avionique étendue avec six écrans couleur dans le cockpit, mesurant chacun 15 × 20 cm². Les ailes ont un angle de balayage de 23°.
Pour les opérations de lutte contre l'incendie, le Beriev Be-200 peut contenir un total de 12 000 litres d'eau dans les 8 réservoirs sous le plancher de la cabine. De plus, 6 réservoirs avec des additifs d'agent extincteur peuvent être installés dans la cabine. Le remplissage des réservoirs peut se faire en glissant sur l'eau à travers 4 entrées d'eau, et prend 18 secondes.

## Les différentes versions prévues
- Be-200 ChS-E : version européenne de lutte anti-incendie
- Be-210 : transport de passagers
- Be-220 : surveillance maritime
- Be-250 : radars spéciaux

## Opérateurs
17 appareils construits en juillet 2021 et 8 en commande soit 25 prévus à cette date :
- Russie : Un prototype, quatorze exemplaires pour le ministère russe des Situations d’urgence. Trois commandés par le ministère de la Défense russe en 2018, la marine russe recevant le premier immatriculé RF-88450 le 14 juillet 2020[3]. Celui ci s'écrase en Turquie le 14 août 2021[4], un second immatriculé RF-88456 est réceptionné fin 2020.
- Azerbaïdjan : 1 exemplaire pour le ministère azéri des Situations d’urgence
- Algérie : 2 exemplaires. Le 17 août 2021, le ministère algérien de la Défense nationale, annonce avoir entamé les négociations avec le constructeur pour l'acquisition de 4 BE-200ES[5]. Le premier exemplaire est livré en mai 2023. Le second exemplaire est livré à l'Algérie le 15 decembre 2024[6].

## Accidents
- Le 14 août 2021, un Be-200 de la marine russe s'écrase dans la province de Kahramanmaraş en Turquie avec huit personnes à bord (cinq militaires russes et trois turcs) alors qu'il aide à combattre les incendies de forêts qui frappent la Turquie[7].

## Aéronefs comparables
- Canadair CL-415
- ShinMaywa US-2
- AVIC TA-600